# Bernard de Bluet d'Arbères
Comte de Permission
Bernard de Bluet d'Arbères, né en 1566 au village d'Arbère (duché de Savoie) et mort en juillet 1606 à Paris, quelquefois simplement dénommé Bernard Bluet d'Arbères (de son vrai nom Bernard de Bluet ou Debluet), également connu sous le faux titre de comte de Permission, fut un domestique et le bouffon du duc de Savoie Charles-Emmanuel Ier. Une fois installé à Paris, ce fils de paysan se déclare visionnaire et devin. 
Bien qu'analphabète, il est l'auteur de nombreux textes de nature mystique. Il tente également d'entrer au service du roi de France Henri IV en guerre contre le duché de Savoie mais meurt dans la misère sous son règne.

## Biographie

### Enfance
Bernard de Bluet ou Debluet nait en 1566 dans une famille misérable à Arbère, un village agricole du duché de Savoie actuellement rattaché à la commune de Divonne-les-Bains, dans l'Ain, à proximité de la frontière suisse.
Berger dès son plus jeune âge, il quitte son village à l'âge de neuf ans et devient charron, puis monteur de l'artillerie d'un fort à Rumilly.

### Rencontre avec le duc de Savoie

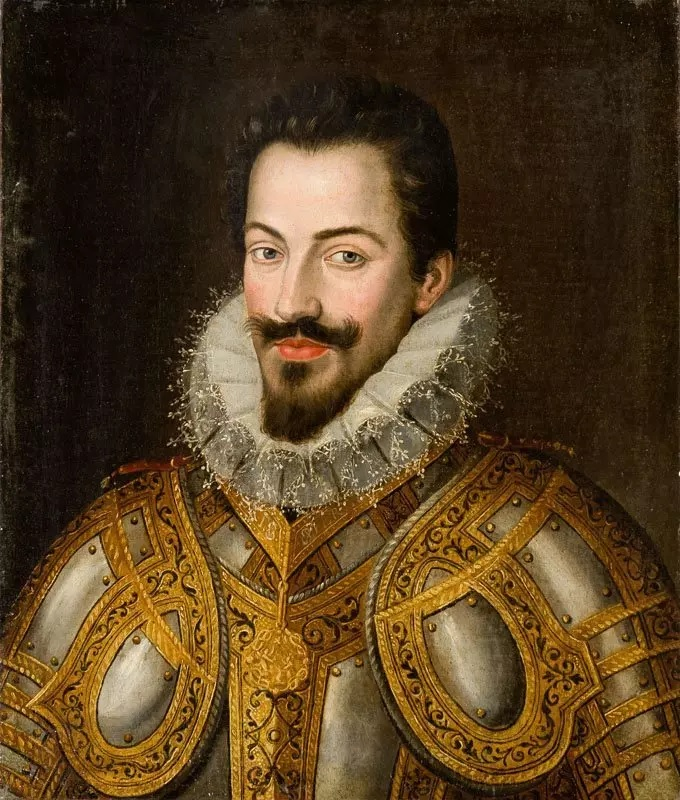
Charles-Emmanuel Ier

Issu d'une famille protestante, il se convertit au catholicisme qu'il pratiquera avec ferveur. Durant quinze années, il vit en ermite dans les montagnes, errant parfois avec une chapelle à roulettes, ce qui lui permet de prier dans les lieux qui l'inspirent. Il finit par se faire connaitre du duc de Savoie Charles-Emmanuel Ier qui l'emploie comme domestique et l'emmène en Piémont. Il l'utilise également comme bouffon et souffre-douleur, ce qui lui permet tout de même de gagner sa vie et de subvenir aux besoins de sa famille. Dans un de ses ouvrages, Bluet d'Arbère témoigne de sa vie difficile de bouffon du duc :
« Il me fit monter sur un arbre, puis me fit faire une grande prédication, ce pendant il fit couper ledict arbre, quand je voulois descendre on me jetait des pierres cailloux, tellement qu'en fin je fus contrainct de me laisser tomber avec ledict arbre, en me recommandant à Dieu, lequel me sauva. »

### Installation à Paris

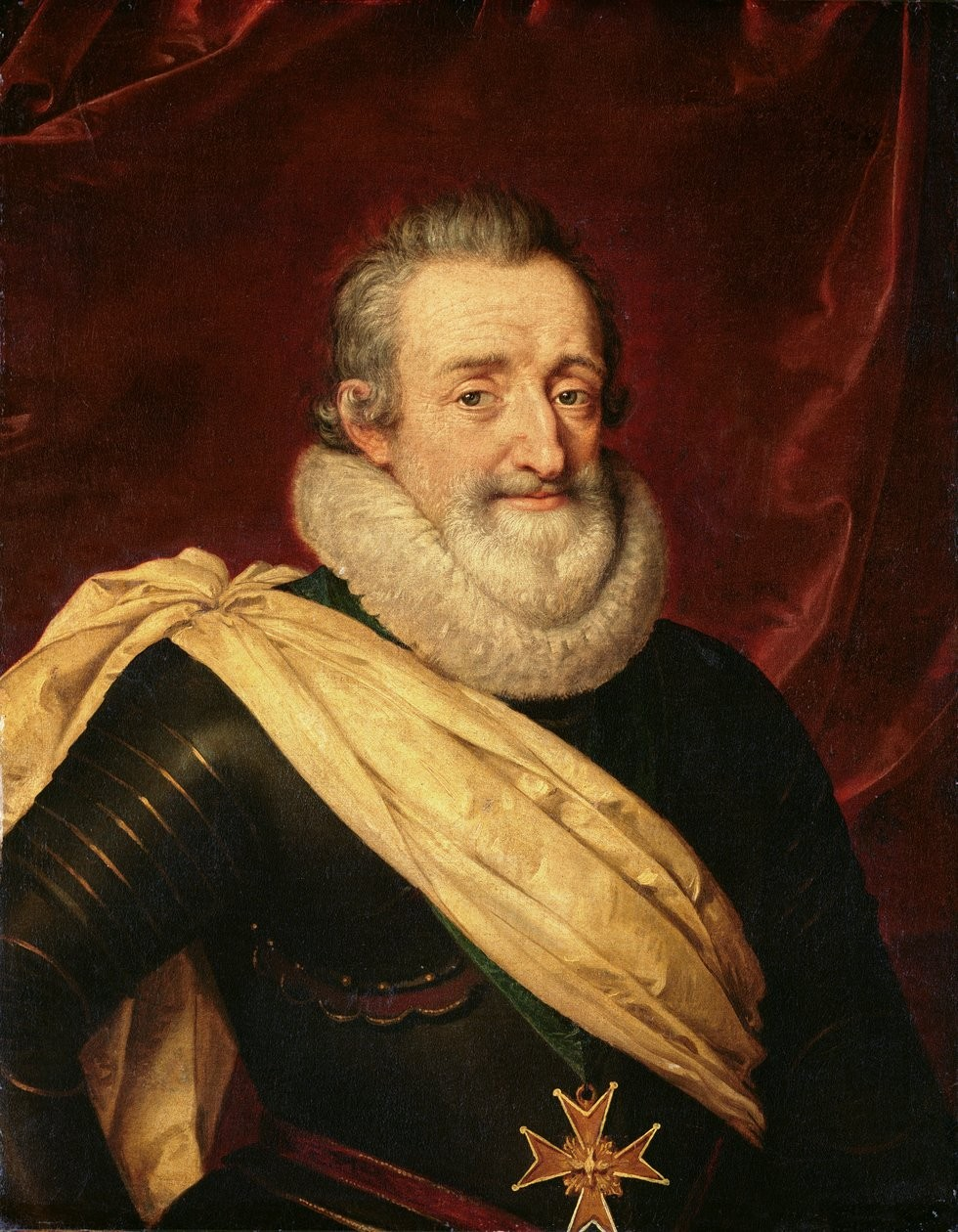
Henri IV

En septembre 1599, Bluet accompagne le duc de Savoie à Paris, lequel veut négocier la paix avec le roi de France Henri IV. Bluet reste ensuite à Paris et se déclare devin et visionnaire. Il s'affuble du titre fantaisiste de « comte de Permission » (ou de la terre de promission, ainsi qu'on appelait à l'époque la Terre promise). Bluet aurait également été un agent de renseignements au service d'Henri IV qu'il surnommait « Théodose », en référence à un empereur romain,.
Le jour de Noël 1604, la Sorbonne fait brûler son livre Interprétations de la Vie de Jésus-Christ et lui interdit de publier. Henri IV ne lui alloue plus de subside et la noblesse se détourne de lui. Il sombre dès lors dans la pauvreté et meurt de la peste à Paris en juillet 1606, à l'âge de 40 ans, après un jeûne de neuf jours afin, selon lui, de conjurer cette pandémie qui s'abat alors sur Paris.

## Œuvre littéraire

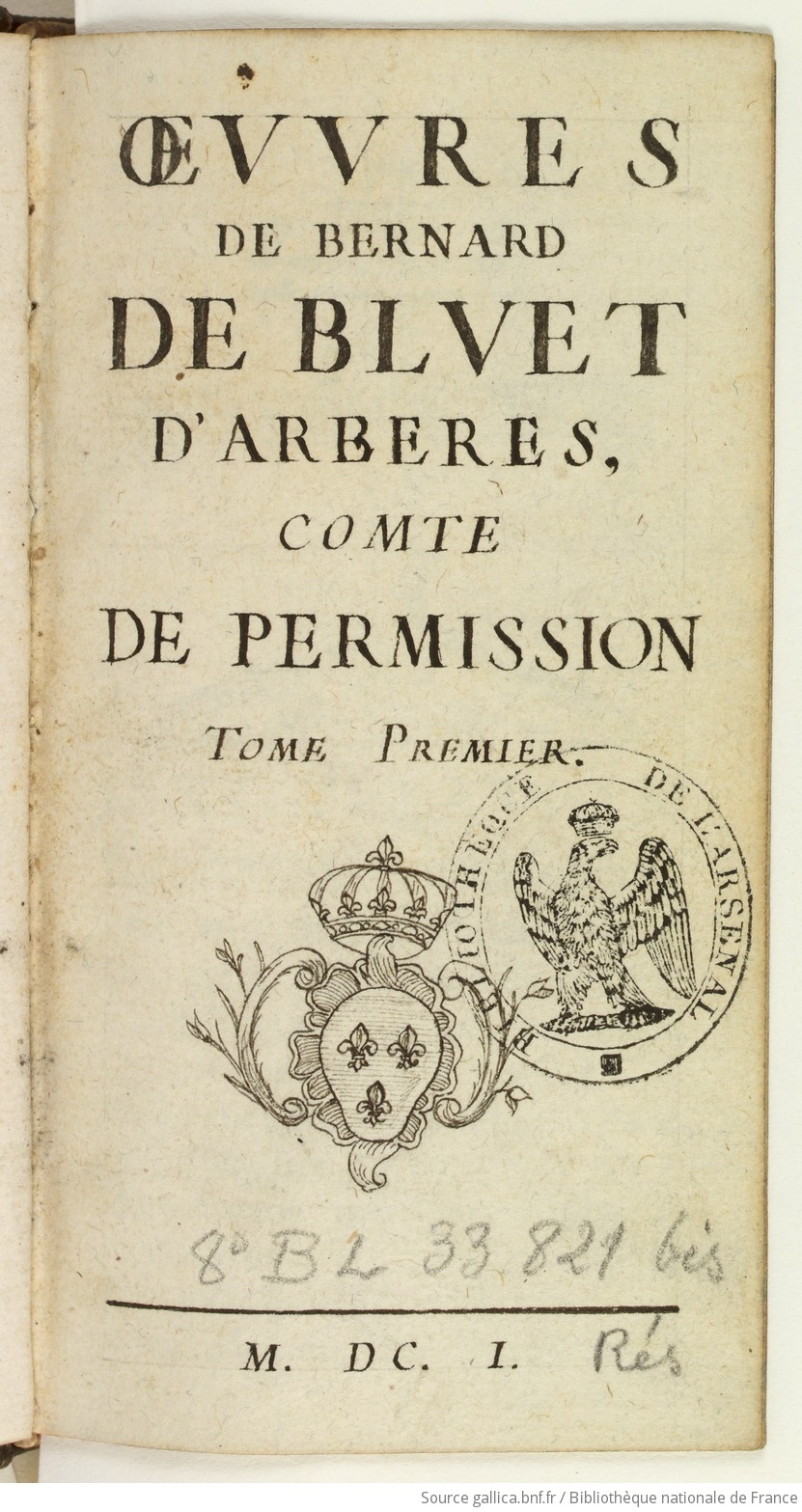
Œuvres de Bernard Bluet d’Arbères (1600-1605).

Bien qu'analphabète, Bernard de Bluet d'Arbères est l'auteur de 113 opuscules, dont le texte est couché sur le papier par dictée à un tiers. Ces textes sont réunis sous le titre général d’Intitulation et il les présente ainsi :
« Le comte de Permission vous déclare, qu’il ne sçait lire ny escrire, & n’a jamais apris ny estudié, à cause qu’il est sorty de pauvres gens & de mespris : & ce n’est que par l’inspiration de Dieu, & du sainct Esprit : & toute ma science je l’ay apris à contempler & prier Dieu. Je vous déclare que je ne va point aux prédications, & ne veux apprendre de personne : c’est pour m’asseurer plus avecques Dieu : c’est pour rendre les merveilles de Dieu plus miraculeuses, afin que le monde n’aye point de sujet que j’aye apris d’eux. »
Ses textes comportent des centaines de récits de rêves et d’hallucinations mais également des passages de nature plus autobiographique. Il y présente de nombreux détails de sa vie d’enfant au village, ses révoltes et sa vie d'aventurier.

## Évocation et postérité

### Évocations
Le mémorialiste français Pierre de L'Estoile (1546-1611), auteur d'une chronique, source unique pour l'étude historique des guerres de Religion, évoque le comte comme un fou courant les rues de Paris.
Dans son ouvrage satirique en prose La Confession de Sancy, le poète Théodore Agrippa d'Aubigné (1552-1630) souligna le « style bien fleuri du comte de Permission ».
Le philosophe Michel Foucault, auteur de l'Histoire de la folie à l'âge classique (publié en 1972) évoque Bernard de Bluet d'Arbères comme un fou auteur de « textes tout à fait extraordinaires, absolument illisibles d'ailleurs » et dont l’œuvre s'inscrit dans la « grande tradition de la littérature de la folie… ».
L'ouvrage d'Octave Delepierre Histoire littéraire des fous présente Bernard de Bluet d'Arbères comme « l’ancêtre qui fut aux fous littéraires ce que fut Adam Billaut aux ouvriers poètes ».

### Odonymie
Une rue de la commune de Divonne-les-Bains porte son nom (ou plutôt son faux titre), rue du Comte-de-Permission.